# SNCFT

Utvecklingen av järnvägen 1872-1940

SNCFT (Société nationale des chemins de fer tunisiens) den tunisiska statliga järnvägen. Bolaget trafikerar 23 rutter med en sammanlagd längd av 2153 kilometer och 200 järnvägsstationer.

## Linjer

### Normalspår
- La Ligne du Nord
- La Ligne Internationale
- Ligne Béjà - Mateur - Tabarka

### Smalspår
- La Ligne du Sud-Ouest
- La Ligne du Cap Bon
- La Ligne de la Côte
- La Ligne du Centre
- Les Lignes du Grand Sud
- Les Lignes du Phosphate
- Le Métro du Sahel

## Trafik

### Fjärrtåg
Samtliga fjärrtåg utgår från Tunis. Fjärrtågen går på den normalspåriga delen av nätet till Ghardimaou vid den algeriska gränsen. På det smalspåriga nätet bedrivs fjärrtrafiken företrädesvis längs La Ligne de la Côte till Sousse och Sfax varifrån vissa tåg fortsätter till Gabès (längre söder ut vid kusten) eller till Tozeur (i inlandet). Förutom denna trafik finns smalspåriga fjärrtåg till Le Kef och Dahmani (vid La Ligne du Sud-Ouest) samt ett par tåg om dagen till Nabeul på La Ligne du Cap Bon. Fjärrtågen delas in i tre kategorier: Express (loktåg med uppehåll endast på de allra viktigaste stationerna), Autorail Express (som Express men körs med moderna dieselmotorvagnar) och Direct (loktåg med fler uppehåll). Vissa av fjärrtågen är nattåg men ligg- och sovvagnar finns ej.

### Lokaltåg
Lokaltåg finns på vissa delar av nätet. De kallas Omnibus och kan utgöras av dieselmotorvagnar eller loktåg. På det normalspåriga nätet går lokaltåg Tunis-Tébourba/Bizerte. På det smalspåriga nätet går lokaltåg på La Ligne du Cap Bon (vissa tåg fortsätter till Tunis), på La Ligne du Sud-Ouest (Tunis-Kalaâ Khasba) och ett tågpar om dagen mellan Metlaoui och Moularès.

### Pendeltåg
Pendeltågstrafik bedrivs sydöst om Tunis samt mellan Sousse och Mahadia.

### Godståg
Största delen av godstrafiken består av fosfattåg från exempelvis Gafsa till hamnen i Sfax.

## Galleri

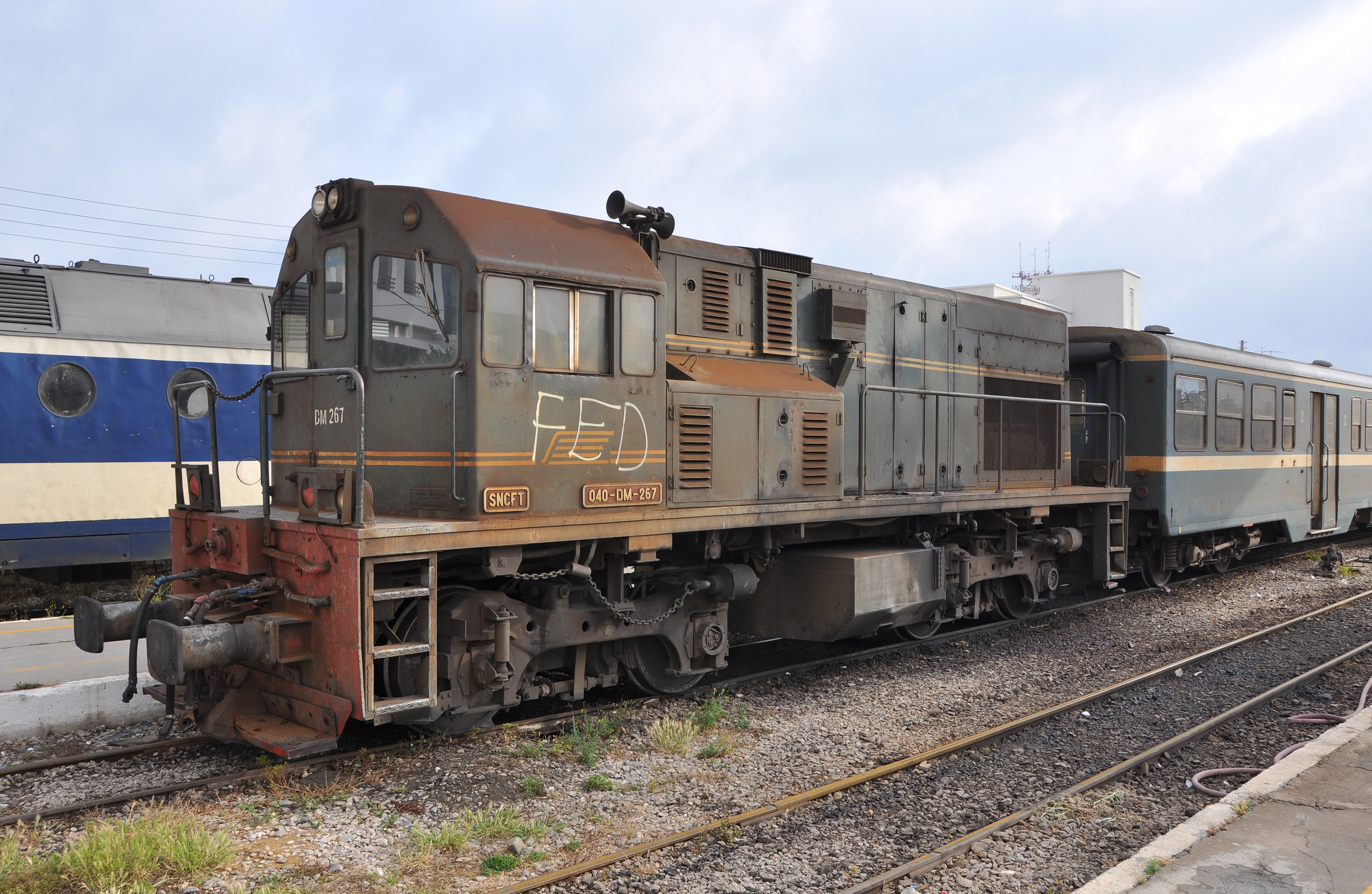
Diesellok #040-DM-267 vid Nabeuls station
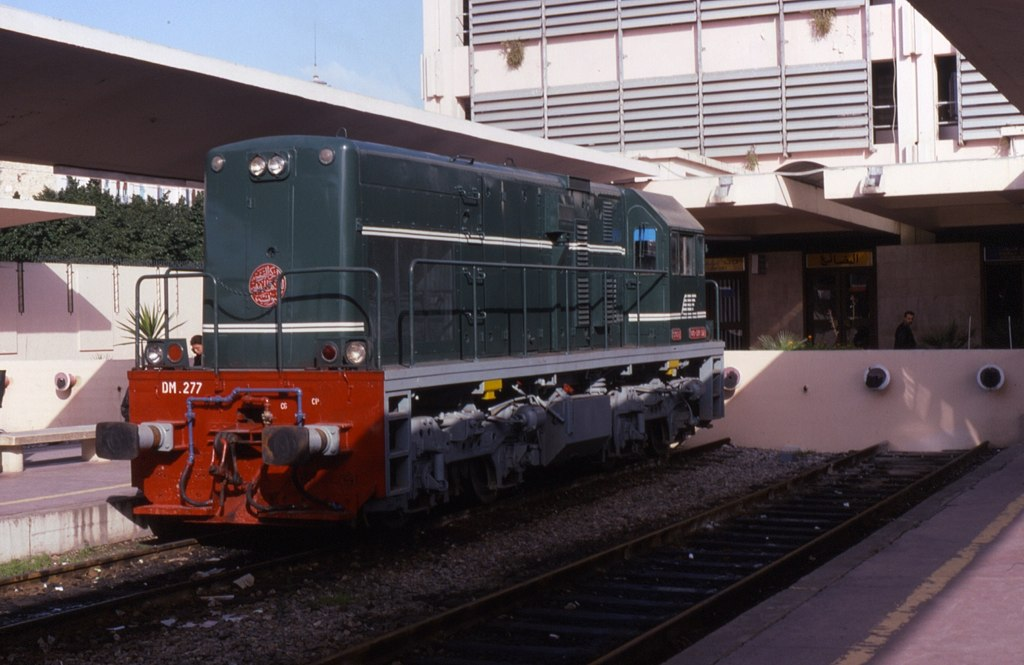
040-DM-277 vid Tunis februari 1999
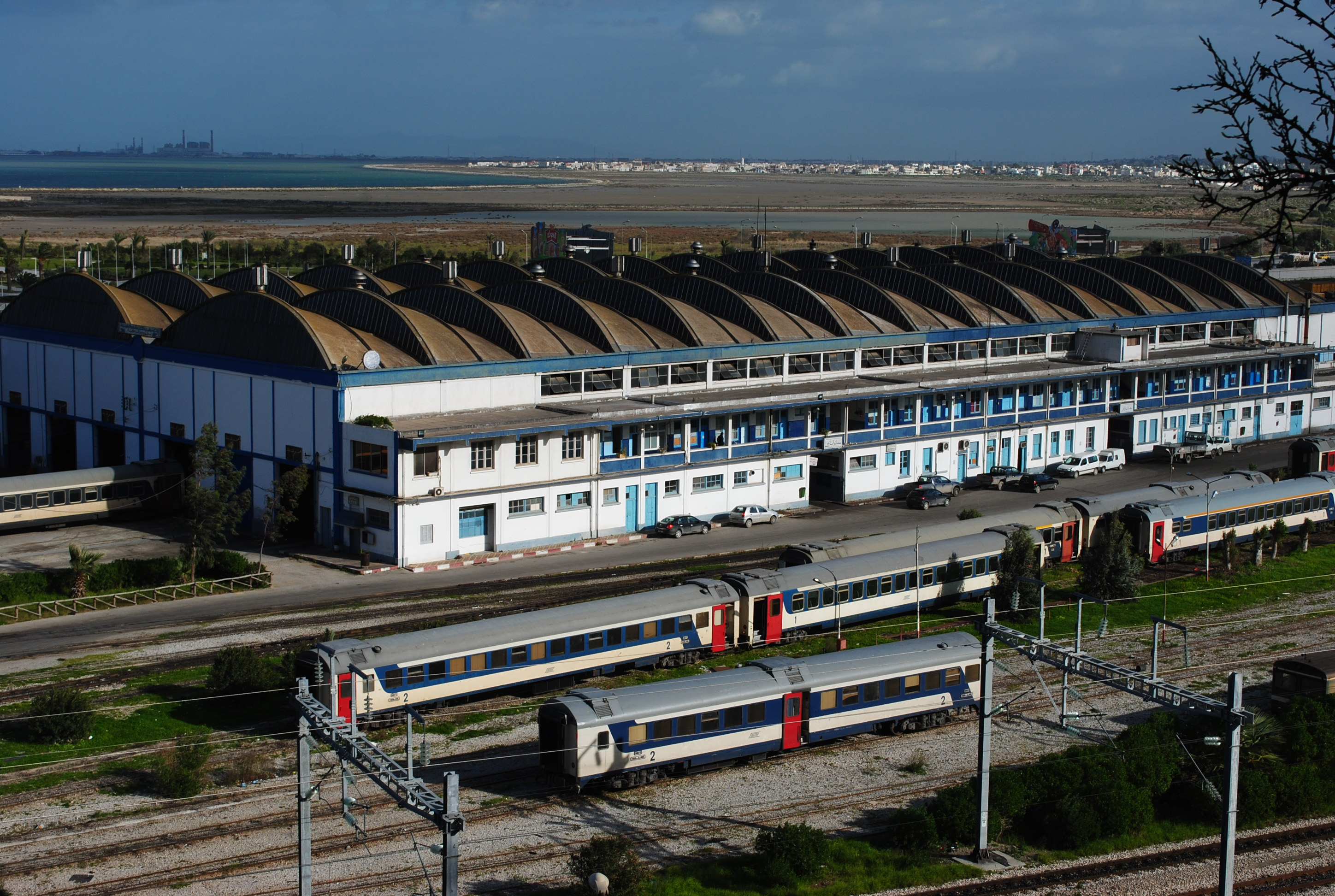
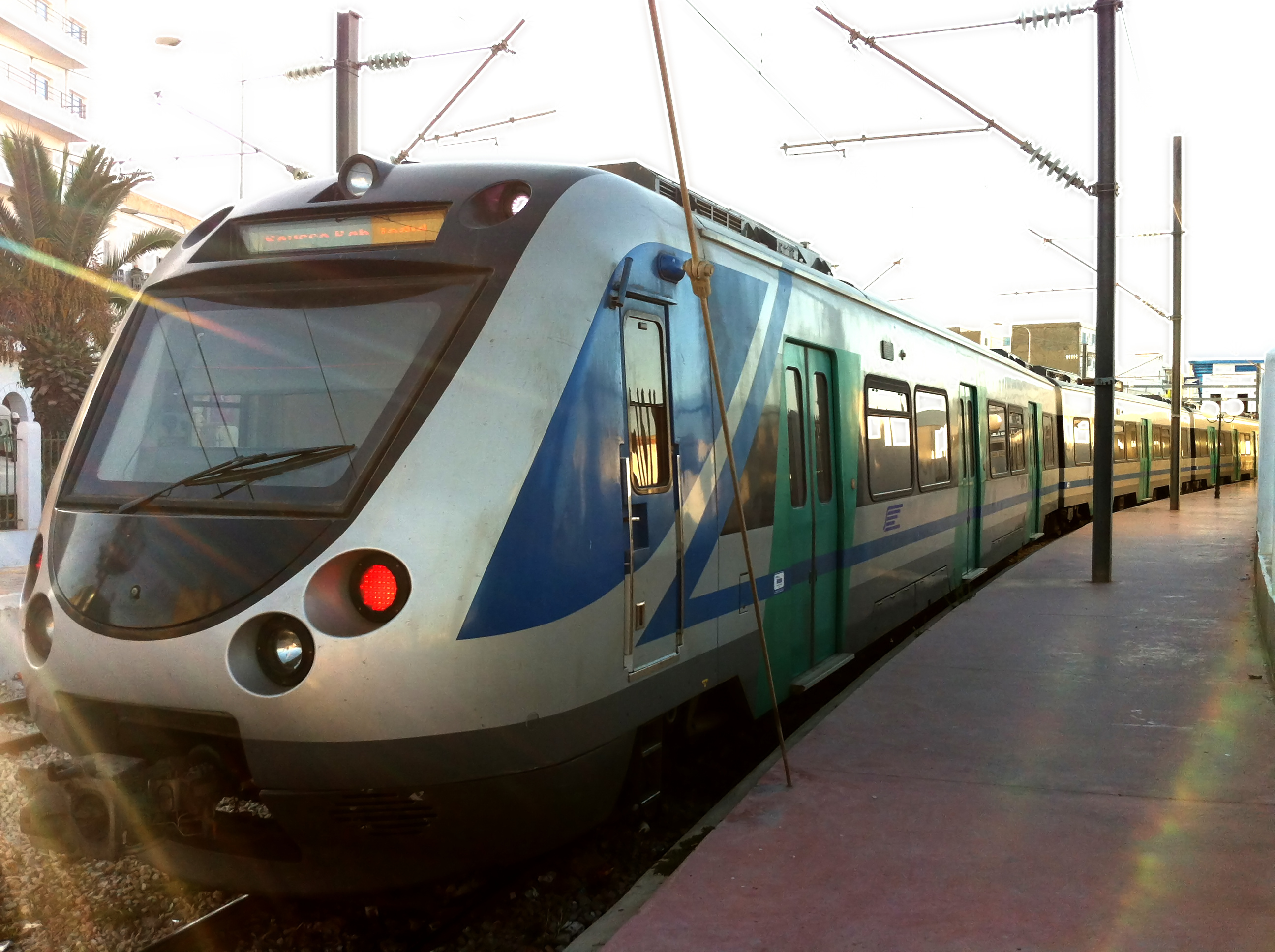